# Utby, Mariestads kommun
Utby är kyrkbyn i Utby socken i Mariestads kommun i Västergötland, belägen sydväst om Mariestad och öster om Ymsen.
I orten ligger Utby kyrka.